# 溫特斯 (德克薩斯州)
溫特斯是一個在美國德克薩斯州蘭納爾斯郡中的一個城市。根據2010年美國人口普查，人口數量為2,562

## 地理
溫特斯位於坐標 31°57′32″N 99°57′32″W / 31.95889°N 99.95889°W (31.958786,-99.958810)。 它坐落在蘭納爾斯郡的中北部，83號美國國道和農場路53號和1770號的連接點，約在阿比林南方 41英里（66）和聖安吉洛東北方52英里（84）
根據 美國人口普查局，溫特斯總面積為 2.9平方英里（7.6平方），其中 2.4平方英里（6.1平方） 為土地，另外 0.58平方英里（1.5平方）被水覆蓋，佔總面積19.97%。

### 氣候
這個地區的氣候特徵是潮濕炎熱的夏天和溫暖涼爽的冬天。 根據 柯本氣候分類法 ，溫特斯具有 夏雨型暖溼氣候，在氣候地圖上為Cfa 氣候。

## 歷史
| 调查年               | 人口  | 备注 | %±     |
| -------------------- | ----- | ---- | ------ |
| 1910                 | 1,347 |      | —      |
| 1920                 | 1,509 |      | 12.0%  |
| 1930                 | 2,423 |      | 60.6%  |
| 1940                 | 2,335 |      | −3.6%  |
| 1950                 | 2,676 |      | 14.6%  |
| 1960                 | 3,266 |      | 22.0%  |
| 1970                 | 2,907 |      | −11.0% |
| 1980                 | 3,061 |      | 5.3%   |
| 1990                 | 2,905 |      | −5.1%  |
| 2000                 | 2,880 |      | −0.9%  |
| 2010                 | 2,562 |      | −11.0% |
| 2020                 | 2,345 |      | −8.5%  |
| 美国历次十年人口普查 |       |      |        |

## 教育
溫特斯獨立學區為溫特斯提供公共教育。 該學區有三個校區—— 溫特斯小學（PK - 5 年級），溫特斯初中（6  - 8年級）和溫特斯高中（9  - 12年級）。

## 著名人物
- 傑夫·康納，第104屆德克薩斯州州務卿，於溫特斯出生和成長。
- 羅傑·霍斯比，美國職業棒球大聯盟的偉人，於1896年4月27日在溫斯特出生。
- 德爾·索爾斯，電影導演 、 電影製片人、 編劇、 劇作家和 演員，在溫特斯出生。 其作品 Sordid Lives 大約建基於他在溫特斯的生活。

## 外部連結
- 溫特斯城官方網站